# Memory and Humanity
Memory and Humanity es el cuarto álbum de la banda galesa Funeral for a Friend, que fue lanzado el 13 de octubre de 2008 por Join Us (el sello propio de la banda) en el Reino Unido, Victory en Estados Unidos y Canadá, y Roadrunner en el resto del mundo. Es el último trabajo en el que figura el bajista Gareth Davies, tras su abandono el 4 de septiembre tras seis años en la banda y haber colaborado en todos los materiales de FFAF.
Comenzaron a preparar el disco a finales del 2007, en ese momento solo tenían siete canciones, ya que su idea era grabar sol un EP pero terminaron haciendo un disco.
La portada de este disco la realizó el mismo artista que diseño la portada de Casually Dressed And Deep In Conversation, cuando terminaron de grabar la mayor parte de las canciones, el artista dio una propuesta y así representó a un niño observando a la humanidad, plasmada en un símbolo.
El primer sencillo del álbum, "Waterfront Dance Club", fue lanzado el 14 de julio de 2008 en formato 7" como una doble cara-A junto con "Beneath the Burning Tree" y puesto en descarga gratuita, también, ese mismo día. El 9 de agosto apareció el primer videoclip del álbum para "Kicking and Screaming" en el MySpace de la banda.

## Listado de canciones
1. "Rules and Games" - 2:48
2. "To Die Like Mouchette" - 3:20
3. "Kicking and Screaming" - 3:23
4. "Constant Illuminations" - 2:56
5. "Maybe I Am?" - 3:36
6. "You Can't See the Forest for the Wolves" - 3:22
7. "Building" - 2:38
8. "Beneath the Burning Tree" - 3:34
9. "Someday the Fire..." - 3:13
10. "Waterfront Dance Club" - 4:22
11. "Charlie Don't Surf" - 3:44
12. "Ghosts" - 3:00
13. "Constant Resurrections" - 4:25

## Créditos
- Kris Coombs-Roberts – guitarra
- Gareth Davies – bajo, coros
- Matt Davies – vocalista
- Ryan Richards – batería, coros
- Darran Smith – guitarra
- Romesh Dodangoda - productor
- Miembros de Lostprophets - coros en "Someday the Fire..."[4]